# بلازنفلو
بلازنفلو (به لاتین: Blasenflue) یک کوه در سوئیس است که در کانتون برن واقع شده‌است. بلازنفلو ۱٬۱۱۸ متر بالاتر از سطح دریا واقع شده‌است.